# Dellingr
Dellingr (in norreno aurora o splendente è un dio della mitologia norrena. Dellingr è attestato nell'Edda poetica, compilata nel XIII secolo da fonti tradizionali precedenti, e in prosa, scritta nel XIII secolo da Snorri Sturluson. In entrambe le fonti, Dellingr è descritto come il padre del Dagr, il giorno personificato. L'Edda in prosa aggiunge che, a seconda della variazione di manoscritto, è sia il terzo marito di Nótt, la notte personificata, o il marito di Jǫrð, la terra personificata. Dellingr è attestato anche nelle leggendaria Saga di Hervör. Gli studiosi hanno proposto che Dellingr è l'alba personificata, e il suo il nome può essere considerato sia un cognome che il nome di un luogo.